# 1re cérémonie des Oscars
La 1re cérémonie des Oscars du cinéma s'est déroulée le 16 mai 1929 lors d'un dîner privé à l'Hotel Roosevelt à Hollywood, devant 250 convives. Elle a récompensé les films sortis entre le 1er août 1927 et le 31 juillet 1928. Contrairement aux années suivantes, un lauréat pouvait être récompensé pour plusieurs productions. Ainsi Janet Gaynor fut honorée pour trois films.
La cérémonie ne dura en tant que telle qu'une quinzaine de minutes, les lauréats ayant été annoncés dans la presse les semaines précédentes. C'est la seule cérémonie à n'avoir pas été retransmise (ni à la radio, ni bien entendu à la télévision).

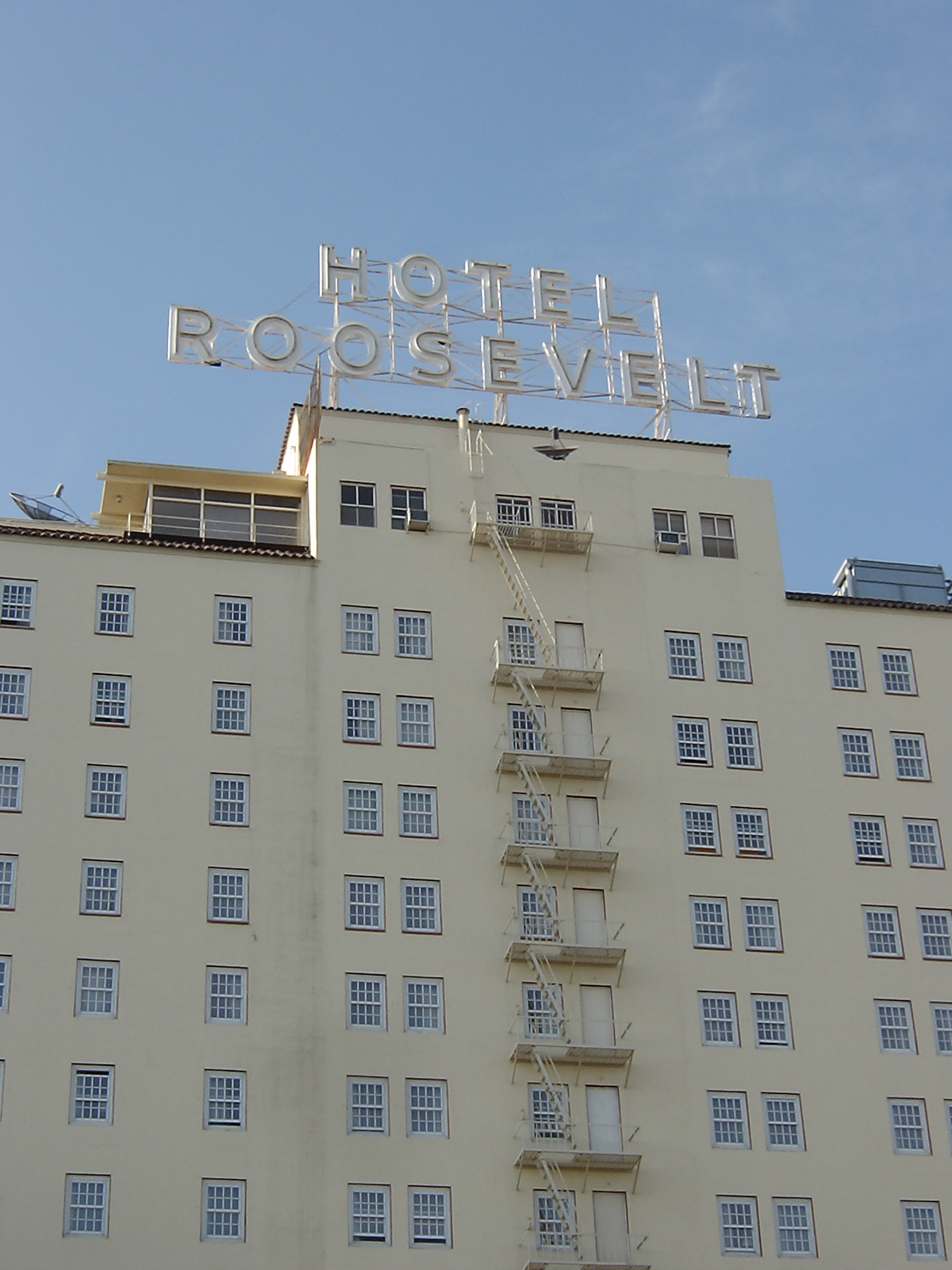
L'Hotel Roosevelt, qui accueillit la 1re cérémonie des Oscars, le 16 mai 1929.

## Palmarès
Les lauréats sont indiqués ci-dessous en tête de chaque catégorie et en caractères gras.

### Meilleur film
- Les Ailes, produit par Paramount Famous Lasky
  - The Racket, produit par The Caddo Company
  - L'Heure suprême, produit par Fox Film Corporation

### Meilleur réalisateur

#### Pour une comédie
- Lewis Milestone pour Two Arabian Knights
  - Ted Wilde pour En vitesse (Speedy)

#### Pour un drame
- Frank Borzage pour L'Heure suprême
  - Herbert Brenon pour Sorrell and Son
  - King Vidor pour La Foule

### Meilleur acteur
- Emil Jannings pour ses rôles du général Dolgorucki dans Crépuscule de gloire et d'August Schilling dans Quand la chair succombe
  - Richard Barthelmess pour ses rôles de Nickie Elkins dans The Noose et de l'enfant dans The Patent Leather Kid

### Meilleure actrice

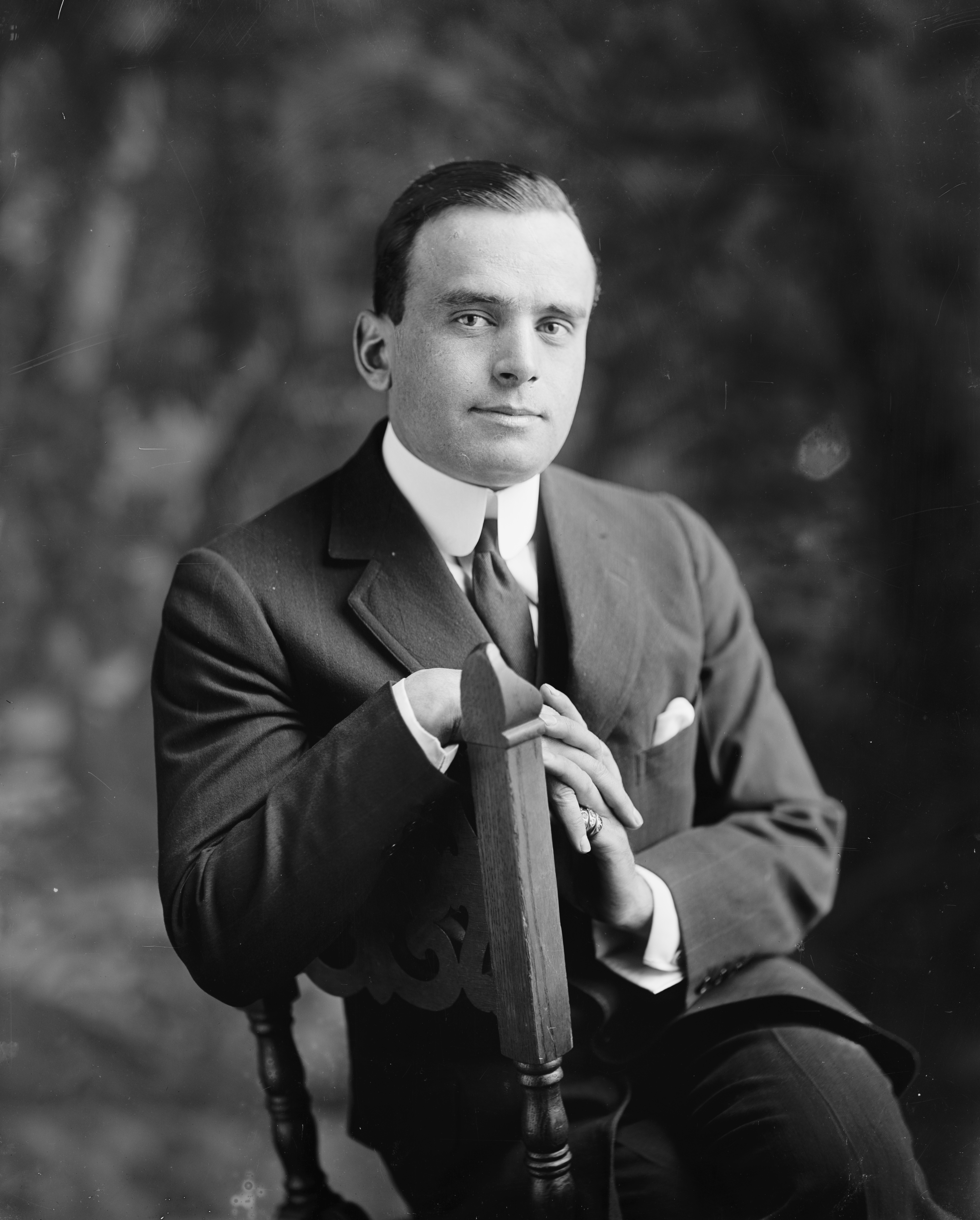
Douglas Fairbanks, maître de la cérémonie.

- Douglas Fairbanks, maître de la cérémonie.Janet Gaynor pour ses rôles de Diane dans L'Heure suprême, d'Angela dans L'Ange de la rue et de la femme dans L'Aurore
  - Louise Dresser pour son rôle de Mme Pleznik dans A Ship Comes In
  - Gloria Swanson pour son rôle de Sadie Thompson dans Sadie Thompson

### Meilleure direction artistique
- William Cameron Menzies pour The Dove et Tempest
  - Rochus Gliese pour L'Aurore
  - Harry Oliver pour L'Heure suprême

### Meilleure photographie
- Charles Rosher et Karl Struss pour L'Aurore
  - George Barnes pour The Devil Dancer, The Magic Flame et Sadie Thompson

### Meilleurs effets d'ingénierie
- Roy Pomeroy pour Les Ailes
  - Ralph Hammeras (pas de film associé)
  - Nugent Slaughter (en) particulièrement pour Le Chanteur de jazz

Note : Cet Oscar ne fut décerné que la première année.

### Meilleure production artistique
- Fox Film Corporation pour L'Aurore
  - Metro-Goldwyn-Mayer pour La Foule
  - Paramount Famous Lasky pour Chang

Note : Cet Oscar ne fut décerné que la première année.

### Meilleur scénario adapté
- Benjamin Glazer pour L'Heure suprême
  - Alfred Cohn pour Le Chanteur de jazz
  - Anthony Coldeway pour Glorious Betsy

### Meilleure histoire originale
- Ben Hecht pour Underworld
  - Lajos Biro pour Crépuscule de gloire

### Meilleurs intertitres
- Joseph Farnham
  - Gerald Duffy (en) pour La Vie privée d'Hélène de Troie
  - George Marion

Note : En raison de l'arrivée du cinéma parlant, cet Oscar ne fut décerné que la première année.

## Oscars d'honneur
- Warner Bros. - Pour la production du film Le Chanteur de Jazz (The Jazz Singer), l'exceptionnel pionnier du film parlant, ayant révolutionné l'industrie cinématographique.
- Charles Chaplin - Pour sa polyvalence et son génie à jouer, écrire, mettre en scène et produire Le Cirque (The Circus) - Chaplin est nommé dans la catégorie Meilleur Acteur mais l'Académie l'a mis hors compétition afin qu'il puisse recevoir cet Oscar d'honneur.

## Statistiques

### Récompenses multiples
3 : L'Aurore
3 : L'Heure suprême
2 : Les Ailes

### Nominations multiples
5 : L'Heure suprême, L'Aurore
2 : La Foule, Le Chanteur de jazz, Crépuscule de gloire, Faiblesse humaine, Les Ailes